# Brau (Einheit)
Brau, auch Bräu, war ein Flüssigkeitsmaß im Königreich Hannover und in Bremen. Es wurde meistens von den Brauereien als Maßeinheit für Bier genutzt.
Als Biermaß war
- 1 Brau = 43 Faß = 172 Tonnen = 4472 Stübchen = 876,512 Pariser Kubikzoll = 173,849 Liter
- Bremen 1 Brau Malz = 45 Scheffel = 3330 Liter[1]